# 박상희 (교육인)
박상희(朴相嬉, 1973년 3월 14일~)는 대한민국의 심리학자이고 대학 교수 등으로도 활동하고 있다.
1992년 광고 모델 활동하였고 1993년 여성 댄스 팝 음악 그룹 〈S.O.S〉의 구성원을 통하여 가수로 데뷔하였으며 1995년 KMTV 프로그램 《새 얼굴 새 노래》의 MC가 되었었다.
부군과 결혼한지도 한달차였던 1997년 3월 24일 당시에 차기 학업 등을 명분으로써 하여금, 어언 5년간 활약하던 모델과 가수와 배우 분야에서 모두 은퇴 선언하고 나서, 훗날 이화여자대학교 대학원에서 문학박사 학위를 취득하여 현재는 텔레비전 방송 프로그램과 라디오 방송 프로그램에 종종 출연을 하고 있다.

## 저서

### 저술
- 《대한민국 여자 일촌을 움직여야 성공한다》 - 랜덤하우스코리아 (2005년 5월 16일)

## 출연작

### 텔레비전 프로그램
- 1993년 KBS 한국방송공사 《가요톱텐》
- 1993년 MBC 문화방송 《토요일 토요일은 즐거워》
- 1993년 SBS 서울방송 《TV 인기가요 20》
- 1995년 KMTV 《새 얼굴 새 노래》
- 1996년 M.Net 《엠넷 TV 뮤직 스튜디오 2000》
- 2003년 동아TV 《비바 웨딩》
- 2003년 EBS 한국교육방송공사 《60분 부모》
- 2003년 KBS 한국방송공사 《비타민》
- 2009년 TBS 교통방송 《아이 러브 디자인》
- 2009년 OBS 경인방송 《전격 TV 소환》
- 2009년 MBC 《세바퀴》
- 2010년 EBS 한국교육방송공사 《스크린 한국어》
- 2012년 채널A 《웰컴 투 돈 월드》
- 2014년 JTBC 《사건반장》외 다수

## 수상
- 2006년 대한민국 보건복지부장관상